# Ісаєв Олексій Валерійович
Олексій Валерійович Іса́єв (рос. Алексей Валерьевич Исаев; нар. 15 серпня 1974, Ташкент) — російський історик.
З 1987 року проживає у місті Москва. Закінчив факультет кібернетики Московського інженерно — фізичного інституту. В 2007—2010 — позаштатний співробітник Інституту військової історії МО РФ.

## Праці
1. Антисуворов. Большая ложь маленького человечка. — М.: Яуза, Эксмо, 2004. — 352 с. — ISBN 5-699-05998-9
2. Антисуворов. Десять мифов Второй мировой. — М.: Яуза, Эксмо, 2004. — 416 с. — ISBN 5-699-07634-4
3. От Дубно до Ростова. — М.: ООО «Издательство АСТ»: ООО «Транзиткнига», 2004. — 710 с. — ISBN 5-17-022744-2[1]
4. 1941: Бои на Украине. — М.: Издательство «Стратегия КМ», 2004. — 80 с. — ISBN 5-901266-01-3
5. Краткий курс истории ВОВ. Наступление Маршала Шапошникова.— М.: Яуза, 2005. — 332 с. — ISBN 1-699-43532-0[2][3]
6. Битва за Харьков февраль-март 1943 года. — М.: Издательство «Стратегия КМ», 2005. — 80 с. — ISBN 5-901266-01-3
7. Когда внезапности уже не было. История ВОВ, которую мы не знали. — М.: Эксмо, Яуза, 2005. — 479 с. — ISBN 5-699-11949-3[4]
8. «Котлы» 41-го. История ВОВ, которую мы не знали.— М.: Эксмо, Яуза, 2005. — 400 с. — ISBN 5-699-12899-9[5][6]
9. Георгий Жуков. Последний довод короля. — М.: Эксмо, 2006. — 480 с. — ISBN 5-699-16564-9[7]
10. Прорыв «Миус-фронта» июль-август 1943 года. — М.: Издательство «Стратегия КМ», 2006. — 80 с. — ISBN 5-901266-01-3
11. Исаев А. В. Берлин 45-го. — М,: Яуза, Эксмо, 2007.- 720 с. — (Война и мы). — ISBN 978-5-699-20927-9
12. Сталинград. За Волгой для нас земли нет. — М.: Яуза, Эксмо, 2008. — 448 с. — ISBN 978-5-699-26236-6[8][9]
13. Исаев А. В., Драбкин А. В. 22 июня. Черный день календаря. — М.: Яуза, Эксмо, 2008. — 384 с.
14. 1943-й… От трагедии Харькова до Курского прорыва. — М.: Вече, 2008. — 336 с. — ISBN 978-5-9533-3135-7
15. 1945-й… Триумф в наступлении и в обороне: От Висло-Одерской до Балатона. — М.: Вече, 2008. — 256 с. — ISBN 978-5-9533-3474-7
16. Дубно 1941. Величайшее танковое сражение Второй мировой. — М.: Яуза; Эксмо, 2009. — 192 с. — ISBN 978-5-699-32625-9
17. 1945. Последний круг ада.— М.: Яуза; Эксмо, 2009. — 352 с. — ISBN 978-5-699-34969-9[10][11]
18. Исаев А. В., Коломиец М. В. Разгром 6-й танковой армии СС. Могила Панцерваффе. — М.: Яуза, Эксмо, Стратегия КМ, 2009. — 160 с. — ISBN 978-5-699-34808-4[12]
19. Мифы и правда о Маршале Жукове. — М.: Яуза; Эксмо, 2010. — 480 с. — ISBN 978-5-699-40240-3
20. Неизвестный 1941. Остановленный блицкриг. — М.: Яуза; Эксмо, 2010. — 480 с. — ISBN 978-5-699-41198-6[13]
21. Разгром 1945. Битва за Германию. — М.: Яуза; Эксмо, 2010. — 360 с. — ISBN 978-5-699-41196-2
22. Иной 1941. От границы до Ленинграда. — М.: Яуза; Эксмо, 2011. — 416 с. — ISBN 978-5-699-49705-8
23. Приграничное сражение 1941. — М.: Яуза; Эксмо, 2011. — 704 с. — ISBN 978-5-699-50840-2
24. Великая Отечественная альтернатива. 1941 в сослагательном наклонении. — М.: Яуза; Эксмо, 2011. — 288 с. — ISBN 978-5-699-52235-4
25. Освобождение 1943. «От Курска и Орла война нас довела…». — М.: Эксмо, Яуза, 2013. — 554 с. — (Война и мы). — 4000 экз. — ISBN 978-5-699-61508-7.[14]
26. Операция «Багратион». «Сталинский блицкриг» в Белоруссии. — М.: Эксмо, Яуза, 2014. — 448 с. — ISBN 978-5-699-72841-1.

## Критика
- Мащенко Ю. П. Пельмень им. Йенца
- Пётр Тон. Живому классику А. Исаеву. Вопросы по Антисуворову
- Никонов А. П. Бей первым! Главная загадка второй мировой войны
- Георгий Колыванов[15] Вокруг и около оперативного искусства. Отход от классических военных понятий и терминов равнозначен дилетантизму [Архівовано 24 грудня 2014 у Wayback Machine.]
- Валерий Голицын Критическая заметка по книге «Приграничное сражение 1941» [Архівовано 3 січня 2017 у Wayback Machine.]